# Surface Science Reports
Surface Science Reports is een internationaal, aan collegiale toetsing onderworpen wetenschappelijk tijdschrift op het gebied van de oppervlaktefysica en de oppervlaktechemie. Het tijdschrift is gespecialiseerd in overzichtsartikelen (reviews) en heeft daardoor een veel hogere impactfactor dan bijvoorbeeld het zustertijdschrift Surface Science, dat vooral origineel onderzoek publiceert.
De naam wordt in literatuurverwijzingen meestal afgekort tot Surf. Sci. Rep.
Het tijdschrift wordt uitgegeven door Elsevier en verschijnt maandelijks.
Het eerste nummer verscheen in 1981.